# Ночна (приток Тудовки)
Ночна — река в Тверской области России. Правый приток Тудовки.
Протекает по территории Нелидовского и Оленинского районов. Устье реки находится в 51 км от устья Тудовки. Длина реки составляет 18 км, площадь водосборного бассейна — 87,6 км².

## Данные водного реестра
По данным государственного водного реестра России относится к Верхневолжскому бассейновому округу, водохозяйственный участок реки — Волга от Верхневолжского бейшлота до города Зубцов, без реки Вазуза от истока до Зубцовского гидроузла, речной подбассейн реки — бассейны притоков (Верхней) Волги до Рыбинского водохранилища. Речной бассейн реки — (Верхняя) Волга до Куйбышевского водохранилища (без бассейна Оки).
Код объекта в государственном водном реестре — 08010100412110000000649.